# Церковь Святой Троицы (Озёры)
Церковь Троицы Живоначальной — действующий храм города Озёры в городском округе Коломна Московской области. Приход церкви входит в Озёрский благочиннический округ Московской Епархии РПЦ.

## История
Церковь была построена в 1851 году, на средства местных фабрикантов Моргунова и Щербакова. В 1875—1878 годах была расширена по проекту В. О. Грудзина и стала трёхпрестольной.
В 1930-е годы храм был закрыт, сломаны его колокольня и большая часть трапезной с двумя боковыми приделами. В 1947 году церковь была открыта вновь и освящена во имя Святой Троицы. Тогда же был сооружён западный притвор с крыльцом, сделан иконостас, выложены полы из метлахской плитки, обновлена настенная живопись. Всеми этими работами занимался протоиерей Анатолий Смирнов (1899—1969 годах).

## Устройство
Церковь выполнена в стиле классицизма. Имеет три престола:
- Святой Троицы — главный
- Преподобного Сергия Радонежского — придел
- Введения во храм Пресвятой Богородицы — придел

## Современная жизнь
С 1993 года при храме действует воскресная школа. В 1995 году возле храма, на месте разрушенной колокольни была построена деревянная звонница. В 1999 году Троицкая церковь становится центральным храмом образованного Озёрского благочиния. С мая 1999 года при храме действует ежедневно благотворительная столовая, в которой получают горячие обеды более 80 человек. С октября 2000 года храм начал выпускать ежемесячную газету «Дорога к храму», участие в которой принимают все священнослужители Озёрского благочиния.